# Mallos margaretae
Mallos margaretae là một loài nhện trong họ Dictynidae.
Loài này thuộc chi Mallos. Mallos margaretae được Willis J. Gertsch miêu tả năm 1946.